# Cintawangi
Cintawangi is een bestuurslaag in het regentschap Tasikmalaya van de provincie West-Java, Indonesië. Cintawangi telt 2861 inwoners (volkstelling 2010).